# Koszmosz–300
Koszmosz–300 (oroszul: Космос 300) Koszmosz műhold, a szovjet műszeres műhold-sorozat tagja, technológiai műhold, a Luna-program része.

## Küldetés
Feladata Hold-program keretében kifejlesztett űrhajó technikai próbája űrkörülmények között. A program része volt az automatikus Holdra szállás, mintavétel, majd a Hold elhagyásával visszatérés a Földre.

## Jellemzői
Építette és üzemeltette az OKB–1 (oroszul: Особое конструкторское бюро №1,- ОКБ-1), később Lavocskin-tervezőiroda.
1969. szeptember 23-án a Bajkonuri indítóbázisról négylépcsős, az emelkedést segítő szilárd hajtóanyagú segédrakéták párhuzamos elrendezésével, egy Proton-K hordozórakétával (8K78K) állították Föld körüli parkolópályára. Az orbitális egység pályája 88 perces, 51.5 fokos hajlásszögű, elliptikus pálya-perigeuma 185 kilométer, apogeuma 200 kilométer volt. Pályára állását követően az automatikus rendszerek éles működésének ellenőrzését végezték (kapcsolattartás, irányíthatóság, manőverezés). Az utolsó fokozat hajtóművének újraindításával kívánták elérni a szökési sebességet. Három ponton stabilizált (Föld-, Hold- és Nap-központú) űreszköz. Az utolsó fokozat rakétahajtóművének indítása technikai hiba miatt nem sikerült, a program félbeszakadt. A Luna–15-höz hasonló technikai eszközökkel volt felszerelve. Hasznos tömege 5600 kilogramm. Aktív szolgálati ideje 4 nap volt, 1969. szeptember 27-én belépett a légkörbe és elégett.
A leszállóegység részei a fékező-leszálló, az állványzat és a visszatérő egység. Minden egység energiaellátását kémiai akkumulátorok biztosították. A fékező-leszállóegység: üzemanyagtartályokból, fékező rakétahajtóműből, vezérlő-ellenőrző egységből, rádió adó-vevő berendezésből, antennából, állványzatból (lengéscsillapítókkal), stabilizáló egységből (giroszkóp), magasság- és sebességmérőből állt. Az állványzat biztosította az üreges mintavevő fúró stabilitását. Tetején egy nagy nyomásnak és hőnek ellenálló tartály volt elhelyezve, ide helyezte a mintát az automatika. A kapcsolatot 4 rúdantennán keresztül biztosították. A visszatérő egység hajtóanyagból és rakétahajtóműből, a hozzá tartozó rádió-adó berendezésből, vezérlő-ellenőrző egységből, korrekciós hideggáz-fúvókákból, stabilizáló (giroszkóp) egységből tevődött össze.